# Centrala studiestödsnämnden
Centrala studiestödsnämnden (CSN) är en svensk myndighet som lyder under Utbildningsdepartementet och har huvudkontoret i Sundsvall. CSN finns på 11 orter runt om i landet.

## Verksamhet
CSN är den myndighet i Sverige som har hand om offentligt studiestöd, hemutrustningslån och körkortslån. I Sverige ska alla få möjligheten att få ekonomiskt stöd för att kunna studera. Det ska alltså inte spela någon roll vilken social, ekonomisk och geografisk bakgrund en person har eller om han eller hon har en funktionsnedsättning.
- CSN prövar om en person har rätt till och betalar ut studiestöd, hemutrustningslån och körkortslån
- CSN hanterar återbetalningen av lån
- CSN för statistik kring studiestödsområdet.

### CSN administrerar följande stöd
- Studiehjälp – till studerande på gymnasienivå (16–20 år)
- Studiemedel – till studerande på gymnasieskola, komvux, folkhögskola, högskola eller universitet
- Studiestartsstöd - till arbetslösa för att läsa in en gymnasieutbildning
- Rg-bidrag – bidrag till resor och boende för elever med funktionsnedsättning på riksgymnasier
- TUFF-ersättning - ersättning vid teckenspråksutbildning för föräldrar med barn som är beroende av teckenspråk för att kommunicera
- Lärlingsersättning - ersättning för måltider och resor till elever i gymnasial lärlingsutbildning.

CSN har även hand om hemutrustningslån till utländska medborgare, främst flyktingar. Det är ett lån avsett för inköp av köksutrustning och möbler. CSN är också utsedd av regeringen att vara ansvarig myndighet för den officiella statistiken inom studiestödsområdet.
CSN tar även hand om körkortslånet. Det är en möjlighet för personer som saknar arbete att låna pengar för att kunna ta B-körkort.

### Verksamheten i siffror under 2018
- betalade CSN ut studiehjälp till 416 000 studerande, studiemedel till 476 000 studerande, studiestartsstöd till 4 900 studerande, Rg-bidrag till 645 studerande, TUFF-ersättning till 160 föräldrar, lärlingsersättning till 16 000 studerande, hemutrustningslån till 10 200 personer och körkortslån till 2 500 personer.
- betalade CSN ut 18,2 miljarder kronor i bidrag och 18,9 miljarder kronor i lån till studerande, 139 miljoner kronor i hemutrustningslån samt 17 miljoner i körkortslån.
- uppgick den totala lånefordran till 225 miljarder kronor
- betalade låntagarna med studieskulder in 13,8 miljarder kronor
- betalade låntagarna med hemutrustningslån in 227 miljoner kronor
- besvarade CSN 876 000 telefonsamtal och väntetiden var i genomsnitt 11 minuter och 42 sekunder
- kostade CSN:s verksamhet ungefär 890 miljoner kronor.

## CSN:s organisation och styrning
CSN sorterar under Utbildningsdepartementet. 
CSN:s högsta chef är generaldirektör Christina Forsberg. Till sitt stöd har generaldirektören bland annat ett insynsråd. Insynsrådet är utsett av regeringen och fungerar som en rådgivande grupp till generaldirektören. Rådet har också till uppgift att öka insynen i myndighetens verksamhet både för regeringen och medborgarna.
På CSN finns en ledningsstab som utgör ett administrativt stöd till generaldirektören och verksamheten. CSN är uppdelad på åtta olika avdelningar, där varje avdelning har en egen chef. Tillsammans med generaldirektören bildar dessa chefer CSN:s ledningsgrupp som organiserar myndighetens verksamhet.

## Centrala studiestödsnämndens författningssamling
Centrala studiestödsnämndens författningssamling är en samling föreskrifter som nämnden givit ut. Har man fått ett beslut från CSN angående studiemedel som man anser är felaktigt kan man överklaga detta till Överklagandenämnden för studiestöd. Har man fått ett beslut från CSN angående återbetalning av studiemedel som man anser är felaktigt kan man överklaga detta till behörig förvaltningsrätt. Studier som bedrivits utan framgång och därmed inte lett vidare till anställning inom yrkesområdet som studierna varit ämnade för kan ansöka om att studielånet avskrivs helt eller delvis.

## Historik

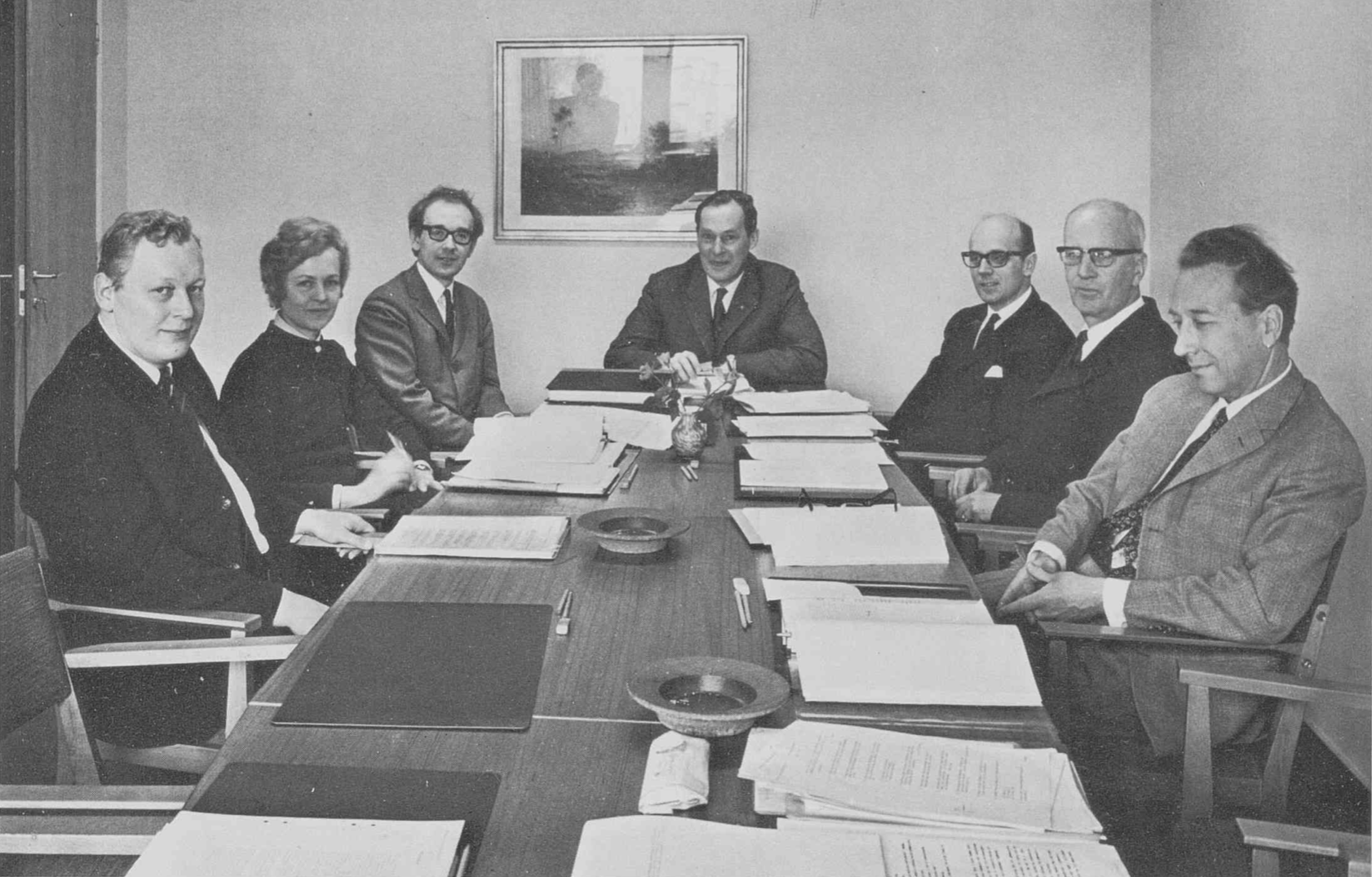
Centrala studiehjälpsnämndens ledamöter 1969. Fr vänster Lennart Larsson, Kerstin Lindahl-Kiessling, Lennart Fleischer, Lars Larsson, Nils-Olof Wentz, Gunnar Wernberg och Lars Tiger.

- Det första studiestödet betalades ut 1919. Studiestödet bestod då av ett lån på högst 1 500 kronor per läsår. Lånet skulle betalas tillbaka inom tio år.
- Det allmänna studiebidraget infördes 1957. Bidraget var då 34 kronor per månad för elever i åldern 16–18 år. Innan dess var det vanligt med olika former av stipendier med krav på studielämplighet.
- CSN bildades 1964 genom en sammanslagning av två myndigheter: Studiehjälpsnämnden och Garantilånenämnden. CSN stod då för Centrala studiehjälpsnämnden.
- Det studiemedelssystem som vi till stora delar har kvar än i dag infördes 1965. Samma år startades också ett antal lokala studiemedelsnämnder. Nämndernas uppgift var att pröva rätten till studiestöd och att betala ut studiemedel till studerande vid högskolor och universitet.
- CSN flyttade från Stockholm till Sundsvall 1974.[2] Då ändrades även namnet till Centrala studiestödsnämnden. Huvudkontoret ligger fortfarande i Sundsvall.
- Den så kallade vuxenstudiereformen 1975 innebar att vuxna gavs möjlighet att läsa på gymnasienivå, framför allt på komvux. Då infördes också vuxenstudiestöd som betydde att den studerande fick ett studiestöd på samma nivå som om han eller hon hade haft a-kasseersättning.
- För prövning av ärenden om vuxenstudiestöd skapades 1975 vuxenutbildningsnämnder i varje län. Studiemedelsnämnderna och vuxenutbildningsnämnderna var självständiga myndigheter med egna uppdrag och egna styrelser. CSN hade ansvar för nämndernas handläggning av ärenden om studiestöd samt fördelade anslagen.
- Studiehjälp till studerande på gymnasienivå började CSN ha hand om 1986. Ansvaret för detta låg tidigare hos kommuner, landsting, folkhögskolor och privata skolor.
- Studiemedelssystemet reformerades 1989, vilket bland annat medförde ett nytt återbetalningssystem samt ett förbättrat studiestöd för studerande utomlands.
- CSN började ha hand om hemutrustningslån 1991. Den 1 juli 1992 bildade CSN tillsammans med studiemedelsnämnderna och vuxenutbildningsnämnderna en gemensam myndighet – CSN.
- Studiestödssystemet förändrades på nytt 2001. Vuxenstudiestöden togs då bort, vilket innebar att studiemedelssystemet blev det enda studiestödet för vuxna. Även återbetalningen av studielån förändrades. CSN införde också annuitetslånet, som är det studielån som finns i dag.
- Under 2006 infördes bland annat ett tilläggsbidrag för föräldrar med studiemedel. Dessutom höjdes åldersgränsen för att kunna få studiemedel från 50 till 54 år.